# Koza burska

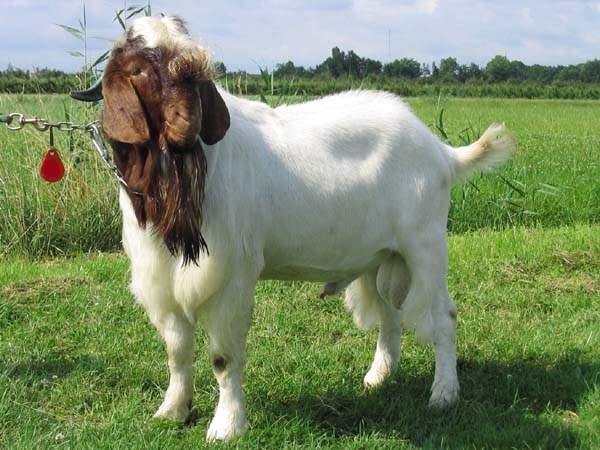
Koza burska

Koza burska (Boer) – mięsna rasa kóz.

## Historia

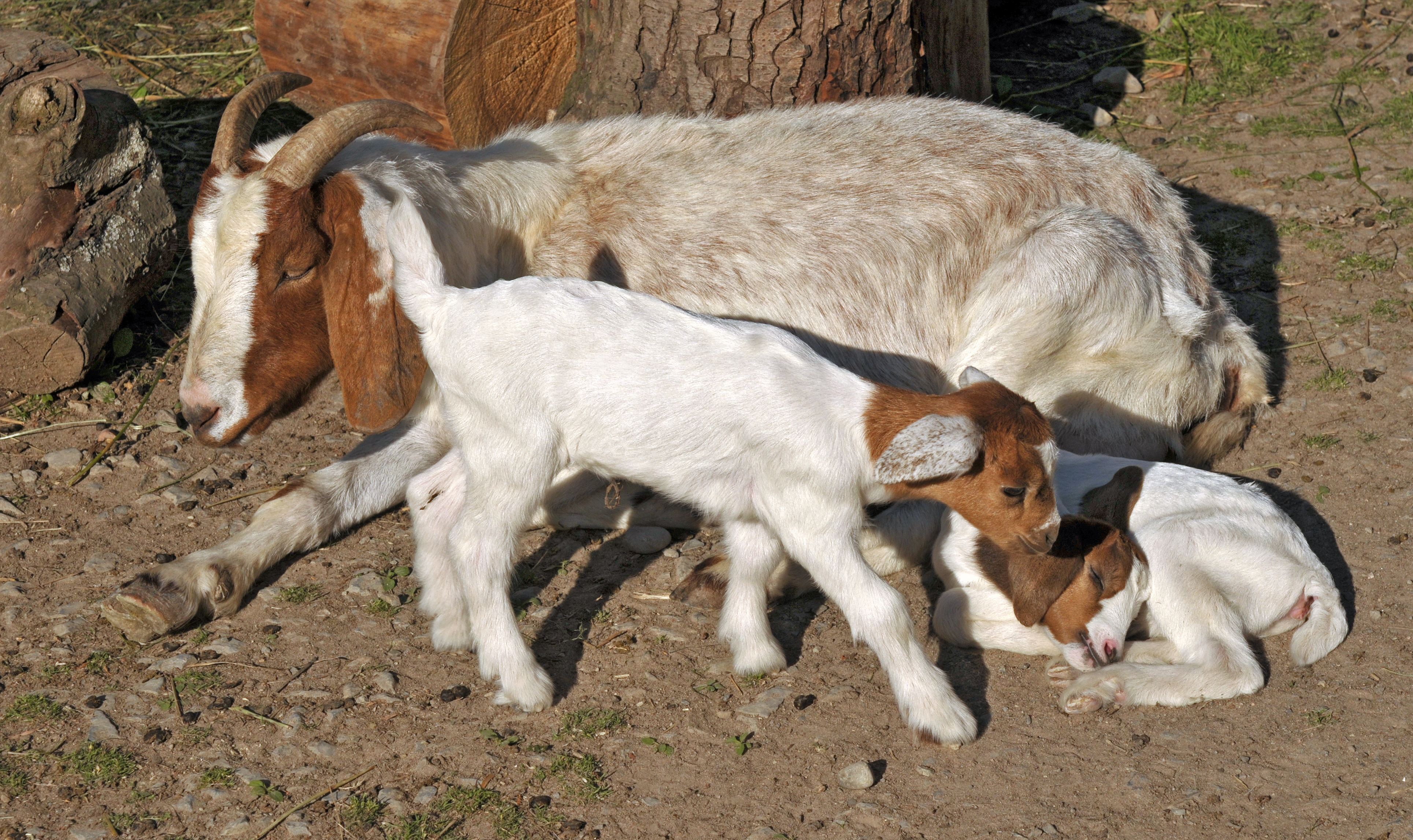
Koza burska z młodymi

Koza burska pochodzi z RPA i jest prawdopodobnie krzyżówką kóz afrykańskich, indyjskich, andorskich i mlecznych kóz europejskich. Nazwa pochodzi od holenderskiego słowa „boer” oznaczającego potomków flamandzkich osadników. W 1959 roku Stowarzyszenie Hodowców Kozy Burskiej z RPA opracowało standard hodowli. Gatunek ów stał się bardzo popularny pod koniec XX wieku, występowały jednak problemy z importem kóz z Afryki, ceny były więc wysokie, z czasem uległy jednak normalizacji.

## Hodowla
Hodowla kozy burskiej nie jest problematyczna, zwierzę to jest odporne na kiepską paszę i duże amplitudy temperatury. Nie jest im potrzebna pasza odżywcza, ale wystarczy objętościowa, pochodząca z gospodarstwa (burak, marchew). Jest to zwierzę asezonalne, zdatne do chowu cały rok, a rozród nie jest motywowany jego porą (możliwe 3 porody na 2 lata). Mleka co prawda starcza dla wszystkich młodych, ale hodowca nie ma co liczyć na zysk z dojenia. Dlatego kozę burską hoduje się dla mięsa, gdyż wydajność rzeźna dorosłego osobnika wynosi 47%. Waga koźlęcia do trzeciego miesiąca wynosi ok 25 kg, a w wieku 18 miesięcy wynosi dla kozła 75 kg, dla kozy 50 kg. Mięso od tych kóz przypomina bardziej mięso królika i jest delikatniejsze od mięsa kozy mlecznej. Samce kozy burskiej krzyżowane są z kozami rasy białej uszlachetnionej. W Polsce księgi hodowlane dla tej rasy prowadzone są od 2006 roku.

## Wygląd
Kozy burskie mają średnio 65–75 cm, w przypadków kozłów 75–90 cm w kłębie, co czyni je wyższymi od większości kóz, to samo tyczy się wagi kozy ważą między 65–100 kg, a kozły 90–135 kg. Mają one wyraźnie wypukłe głowy, długie dyskietkowe uszy, charakterystyczną linie grzbietu nosa (nos rzymski). Zarówno samce jak i samice tej rasy są rogate. Koza burska posiada przeważnie krótką sierść, może jednak rozwinąć jej długość jeśli żyje w chłodniejszym klimacie. Umaszczenie jest zwykle białe z wyjątkiem głowy która jest brązowa, mogą też występować brązowe plamy.